# The Proximity Effect
The Proximity Effect é o segundo álbum de estúdio da banda Nada Surf, lançado a 22 de Setembro de 1998.

## Faixas
Todas as faixas por Nada Surf.
1. "Hyperspace" - 4:36
2. "Amateur" - 4:01
3. "80 Windows" - 4:24
4. "Mother's Day" - 3:46
5. "Troublemaker" - 4:21
6. "Bacardi" - 4:01
7. "Bad Best Friend" - 4:10
8. "Dispossession" - 2:53
9. "The Voices" - 3:28
10. "Firecracker" - 3:47
11. "Slow Down" - 4:09
12. "Robot" - 5:30
13. "Silent Fighting" (Faixa bónus) - 3:51
14. "Spooky" (Faixa bónus) - 6:22

## Créditos
- Matthew Caws – Guitarra, vocal
- Daniel Lorca – baixo
- Ira Elliot – Bateria